# Helene Engelmann
Helene Engelmann, verh. Jaroschka (* 9. Februar 1898 in Wien; † 1. August 1985 in Purkersdorf) war eine österreichische Eiskunstläuferin, die im Paarlauf startete.

## Leben
Helene Engelmann war die Tochter des Europameisters Eduard Engelmann junior und kam daher schon früh zum Eiskunstlaufen. Sie war die Cousine von Herma Szabó und die Schwägerin von Karl Schäfer und Peregrin Spevak.
Engelmann wurde 1913 mit Karl Mejstrik erste österreichische Meisterin im Paarlauf und in Stockholm Weltmeisterin. Zu dieser Zeit war sie 15 Jahre alt und ist damit bis heute die jüngste Paarlaufweltmeisterin der Geschichte. 1914 musste sich das Paar Christa von Szabó und Leo Horwitz bei den österreichischen Meisterschaften geschlagen geben und wurde Vizeweltmeister hinter Ludowika Jakobsson-Eilers und Walter Jakobsson aus Finnland, die sie im Vorjahr noch auf den Silberrang verwiesen hatten.
Durch den Ersten Weltkrieg fanden von 1915 bis 1921 keine Weltmeisterschaften statt. Dies nahm Engelmann die Chance auf weitere Erfolge in diesem Zeitraum.

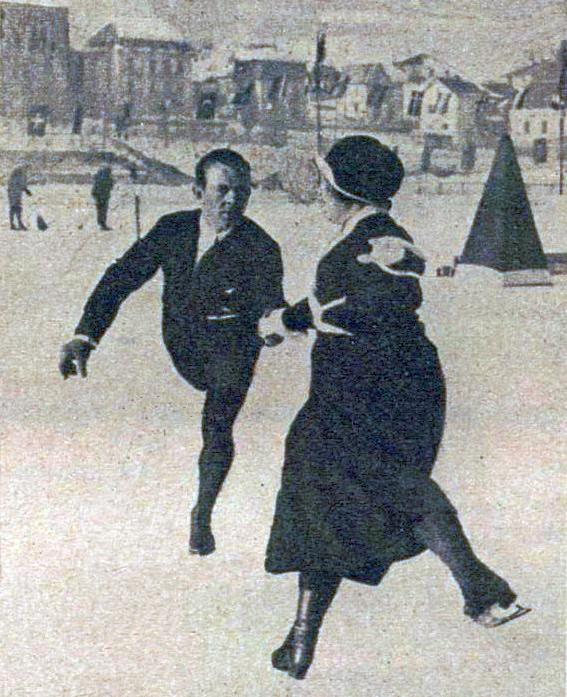
Alfred Berger und Helene Engelmann 1924 in Chamonix

Bei der ersten österreichischen Meisterschaft nach der Weltkriegspause trat Helene Engelmann 1921 mit Alfred Berger als Eiskunstlaufpartner an und gewann ihre zweite Meisterschaft. Diesen Titel verteidigte das Paar 1922 und 1923.
In Davos gewannen Engelmann und Berger 1922 die erste Weltmeisterschaft nach dem Ersten Weltkrieg. Dabei schlugen sie Ludowika Jakobsson-Eilers und Walter Jakobsson, die schon vor der Weltkriegspause die größten Konkurrenten von Engelmann und ihrem damaligen Partner Karl Mejstrik gewesen waren. An der Weltmeisterschaft 1923 in Oslo nahm das Paar nicht teil. Ihren zweiten und letzten Auftritt bei einer Weltmeisterschaft hatten Engelmann und Berger 1924 in Manchester. Dort schlugen sie die Lokalmatadoren Ethel Muckelt und John Page und gewannen erneut die Goldmedaille.
Zum Abschluss ihrer Karriere bestritten Engelmann und Berger 1924 in Chamonix ihre ersten Olympischen Spiele. Wieder kam es zum Duell mit den für Finnland startenden Jakobssons, das Engelmann und Berger aber deutlich durch die erstmals gezeigten Hebefiguren für sich entscheiden konnten. Jacobsens bezeichneten diese Novität im Paarlauf als "Schwerathletik". Danach beendete das Paar seine Karriere.
Helene Engelmann heiratete Johann Jaroschka, der im Zweiten Weltkrieg als Pionieroffizier verstarb. Zusammen mit ihrem Sohn Johann Jaroschka jun. arbeitete sie in der Leitung der Kunsteisbahn Engelmann in Wien-Hernals mit. Ihre letzte Ruhestätte ist die Familiengruft am Hernalser Friedhof.

## Ergebnisse

### Paarlauf
(mit Karl Mejstrik)
| Wettbewerb/Jahr                 | 1913 | 1914 |
| ------------------------------- | ---- | ---- |
| Weltmeisterschaften             | 1.   | 2.   |
| Österreichische Meisterschaften | 1.   | 2.   |

(mit Alfred Berger)
| Wettbewerb/Jahr                 | 1921 | 1922 | 1923 | 1924 |
| ------------------------------- | ---- | ---- | ---- | ---- |
| Olympische Spiele               |      |      |      | 1.   |
| Weltmeisterschaften             |      | 1.   |      | 1.   |
| Österreichische Meisterschaften | 1.   | 1.   | 1.   |      |